# Koroncó
Koroncó è un comune di 1 915 abitanti situato nella contea di Győr-Moson-Sopron, nell'Ungheria nordoccidentale.